# طرخشقون بثيني
الطرخشقون البثيني (باللاتينية: Taraxacum bithynicum) نوع نباتي يتبع جنس الطرخشقون من القبيلة الهندباوية التابعة للفصيلة النجمية.

## البيئة والانتشار
موطنه بلاد الشام وتركيا وبلغاريا والبلقان وروسيا.